# FIFA 09
FIFA 09 là 1 phiên bản thành công của EA Sports. Lần đầu tiên trong lịch sử game bóng đá có tính năng điều khiển bằng chuột. FIFA 09 tạo nên sự đột phá trong điều khiển trò chơi bóng đá với các kĩ năng cực kì dễ tạo ra, chỉ cần 1 tí luyện tập là bạn có thể sử dụng kĩ năng nhanh như chớp, Nếu đã từng chơi Audition rành thì chắc chẳng cần đâu. Nếu làm biếng thì sử dụng chuột cũng được vì dễ dùng hơn, chỉ cần nhấn nút giữa của chuột vào di chuyển chuột theo đúng cách thì sẽ ra kĩ năng rất dễ. Game có 1 DVD.